# Dupljaja
Dupljaja (cyr. Дупљаја) – wieś w Serbii, w Wojwodinie, w okręgu południowobanackim, w gminie Bela Crkva. W 2011 roku liczyła 738 mieszkańców.